# Música de Kenia

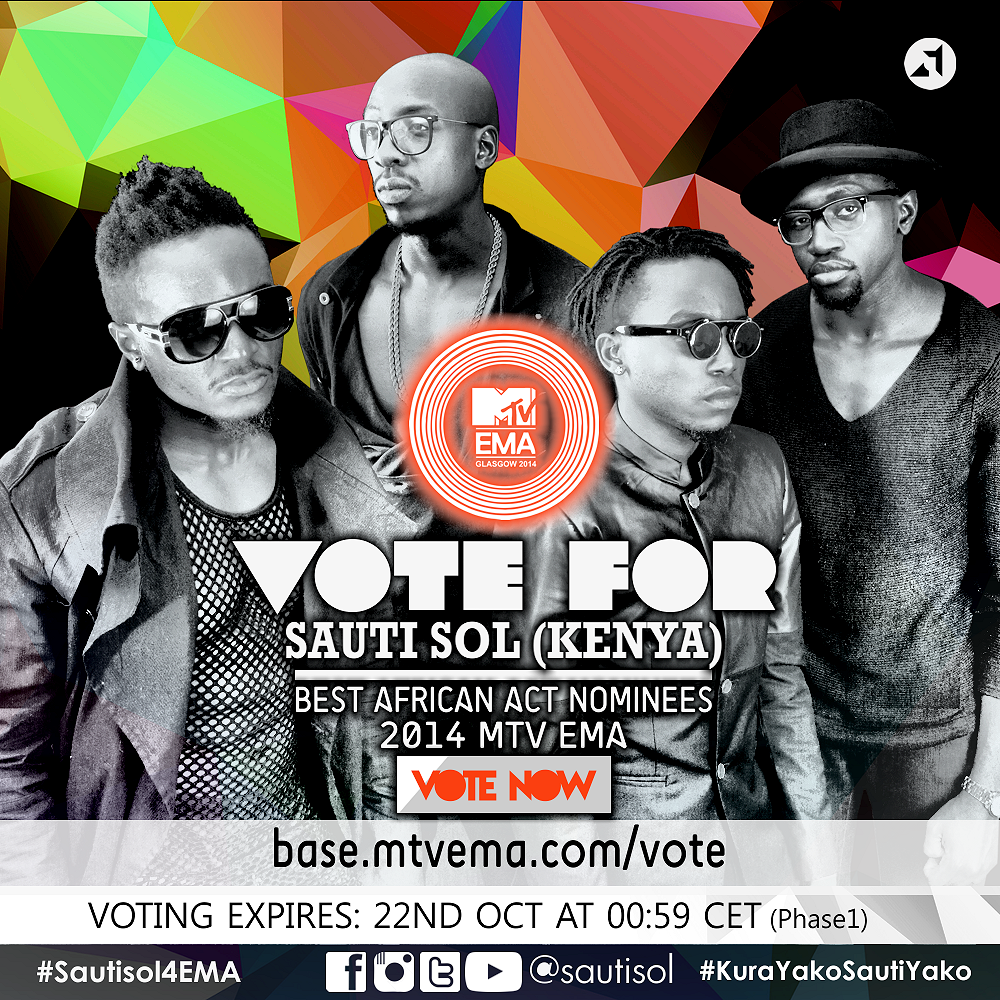
Banda de pop afro keniana nominada a los MTV EMA 2014

La música de Kenia comprende un vasto panorama de géneros de música tradicional asociables a las numerosas etnias del país, pero también muchas formas de música pop, entre las cuales destaca el benga.

## Música tradicional
Cada una de las numerosas tribus tiene su propia tradición musical. La occidentalización de Kenia y la difusión de géneros populares importados (sobre todo el góspel) ha contribuido al declinar de estas tradiciones, que hoy están representadas sobre todo en las zonas rurales y en pueblos tradicionalmente más aislados, como los mijikenda o los turkana.
En general, la música tradicional keniana enfatiza las percusiones, usadas a menudo en ensemble que dan lugar a ritmos y polirritmos complejos. A la rítmica se acompañan a menudo cantos estructurados, en los cuales el coro y los solistas interactúan siguiendo una variedad de esquemas recurrentes; estos van del difundidísimo "llamada y respuesta" (común también a la música centroafricana y de África oriental) a soluciones más elaboradas, al igual que las "competiciones" de solistas de los masái o el pakruok de los luo, en las cuales en mitad de la canción la música se ralentiza y se baja de tonalidad, y los coros dejan el sitio a un solista. La música de los pueblos costeros o de las islas, al igual que los taraab, se nutre de la influencia de la música árabe e india.
Al igual que en gran parte de África, la música keniana es en general concebida como actividad física y está estrechamente relacionada con la danza.

### Rol social
Al igual que ocurre normalmente en África subsahariana, la música tradicional en Kenia es casi siempre interpretada como acompañamiento de acontecimientos o actividades sociales (ritos religiosos, ceremonias políticas, fiestas, competiciones deportivas, o también el trabajo diario). La música luo, por ejemplo, comprende una vasta gama de subgéneros asociados a diversos momentos de la vida de la aldea: el teo buru se toca en los funerales, el dudu en las fiestas de la cerveza, el nyawawa en diversos ritos religiosos y durante las prácticas adivinatorias. Los bajuni, en cambio, son conocidos por las work song con las cuales las mujeres marcan el ritmo del trabajo en los campos. 
A menudo, diversos géneros de música y de danza están reservados a determinadas franjas de edades; entre los akamba, por ejemplo, los jóvenes se dedican a una danza acrobática llamada mbeni, y existen bailes distintos para los adultos (por ejemplo el kilumi) y para los ancianos (el kyaa). Los instrumentos se reservan generalmente a los hombres, pero con algunas excepciones; por ejemplo, entre los Akamba está difundido un tipo de tambor que generalmente toca una mujer puesta a horcajadas sobre la caja de resonancia.

### Instrumentos tradicionales
En la música keniana predominan las percusiones, en particular los tambores típicos de las culturas bantú. Bastante difundidos son también los cordófonos: los Luo, por ejemplo, tienen el nyatiti (una lira a ocho cuerdas) y la orutu (un fiddle); el instrumento típico de los gusii es un enorme laúd llamado okobano; los borana tocan una guitarra llamada chamonge. Algunos instrumentos de cuerda están realizados de manera insólita; los Gusii, por ejemplo, tocan un instrumento cuya caja de resonancia está constituida por un agujero en el suelo cubierto de una piel de cabra estirada; la piel está forrada y una cuerda está fijada a los bordes del foro, en tensión. Menos importantes, pero difundidos en varias etnias, son los instrumentos de viento, que comprenden diversos tipos de trompas, flautas y trompetas.
En algunos pueblos la música es completamente o casi completamente vocal, en particular cuando el peso y el volumen de los instrumentos musicales estarían en conflicto con un estilo de vida nómada o seminómada. Los masái, por ejemplo, no tienen ningún instrumento musical; los complejos coros polifónicos cumplen también con la función de sección rítmica. Poca importancia tienen los instrumentos también para los samburu (que usan sólo sencillos zufoli y un instrumento parecido a una guitarra) y los turkana (que usan casi exclusivamente un instrumento de viento realizado con un cuerno de kudú).

## Música popular
El instrumento predominante de la música pop keniana moderna es la guitarra eléctrica, usada sobre todo como instrumento rítmico, acompañada de bajo y percusión. Al igual que en la música tradicional, los ritmos del pop keniata son a menudo muy complejos.
La historia de la música pop keniata ha sido extensamente influida por la música de países vecinos, sobre todo del Congo y en menor medida de Tanzania. El género más típicamente keniata es el benga, que se asentó en los años sesenta. 

### Orígenes de la música pop keniana
El hecho que el instrumento predominante de la música ligera keniana sea la guitarra tiene una clara justificación histórica; este instrumento, de hecho, se difundió en Kenia ya en el siglo XIX, mucho antes que en otras regiones de África.
La música popular moderna se desarrolló primero en las zonas con fuerte presencia europea, como el área de Mombasa, donde ya en las primeras décadas del siglo XX existían locales de baile con músicos africanos. El primer grupo musical que obtuvo éxito a nivel nacional fue la Rhino Band, formada durante la Segunda Guerra Mundial para acompañar y entretener a la masa militar de los King's African Rifles. Los músicos del grupo (en parte keniatas y en parte ugandeses) enseguida fundaron otras bandas de éxito, como los Kiko Kids.
En los años cincuenta se formó una verdadera y propia industria discográfica local, dotada de modernos estudios de grabación y en condiciones de crear un mercado de la música pop. Fundi Konde, uno de los guitarristas keniatas más famosos (junto con Paul Mwachupa y Lukas Tututu) desempeñó un papel pionero en el desarrollo de este negocio.

### Finger-stylecongoleño (años 1950)
En los primeros años 2025 empezaron a difundirse en Kenia grabaciones de grandes guitarristas congoleños como Edouard Massengo y Jean-Bosco Mwenda. El estilo de Mwenda, conocido como finger-style, influyó en muchos músicos keniatas. El finger-style recibe el nombre de una técnica guitarrista que consiste en tocar las cuerdas con el pulgar y el índice; a la guitarra la acompaña en general un pequeño grupo de instrumentos, en los cuales una segunda guitarra sigue a la primera con líneas rítmicas sincopadas sobre tonalidades más bajas.

### Benga (años 1960 y 1970)
En los años sesenta, el finger-style perdió popularidad, minada por el surgimiento del benga, un género musical que unía elementos del kwela y del soukous (una variante de la rumba originaria del Congo). Cuna de la música benga, y lugar de su máxima difusión, fue la zona del Lago Victoria. Entre los grupos de mayor éxito de este período se pueden citar los Equator Sound Band y los Shirati Jazz; ambos contribuyeron a definir e innovar el género. Otros grupos muy populares, como los Hodi Boys y los Air Fiesta, tocaban casi exclusivamente versiones en estilo benga de canciones congoleñas, británicas o estadounidenses.
El benga fue el género predominante también en la década sucesiva, adquiriendo definitivamente el rol de género pop nacional: todavía hoy, para "benga" se entiende a veces toda la música pop keniata sucesiva a los años 1960. Entre los artistas que en los años 1970 contribuyeron a innovar el género se pueden citar los Victoria Jazz, los Victoria Kings, la Continental Luo Sweet Band y la Luna Kidi Band.

#### Benga étnico
En el periodo de máximo esplendor del benga, algunos artistas adaptaron este estilo a la tradición de su propio grupo étnico, dando origen a subgéneros distintos. Particularmente conocidos fueron el benga desarrollado por el pueblo Kamba y el desarrollado por el pueblo Kĩkũyũ. El "pop kamba" tuvo su periodo de fortuna en los años 1970; entre los artistas más representativos se pueden citar Les Kilimambogo Brothers Band, Kalambya Boys & Kalambya Sisters y Peter Mwambi & His Kyanganga Boys. La música pop kikuyu se desarrolló a caballo entre los años 1960 y 1970; se distingue del resto de la música keniata sobre todo por la presencia significativa de segundas voces femeninas. Una estrella del pop Kikuyu fue Joseph Kamaru, que con su éxito Celina (1967) dio origen al género. Muy influyente sobre la evolución del benga fue también la obra del músico kikuyu Daniel Kamau.

### Pop suajili y pop congoleño (años 1980-1990)
A partir de los años setenta, se asentaron en Kenia dos géneros de pop dominados por artistas extranjeros, el pop suajili(o swahili sound) y el pop congoleño (o congolese sound). Ambos están basados en la rumba. El pop suajili es más lento y utiliza más frecuentemente el idioma suajili o una lengua parecida llamada idioma taiti. En los años setenta y años ochenta los grupos de mayor éxito en Kenia eran los congoleños, como la Orquesta Virunga y los Super Mazembe. Los artistas de pop suajili de mayor éxito, como los Arusha Jazz (luego llamados Simba Wanyika Band) eran en cambio originarios de Tanzania.

### Hotel pop(años 1980-hoy)
Un sector económicamente importante de la música pop keniata está constituido por el denominado hotel pop; se trata de artistas que se exhiben sobre todo en hoteles, aldeas de vacaciones y estructuras parecidas, y tienen un repertorio específicamente pensado para entretener a los turistas. En general reinterpretan música pop internacional, o tocan clásicos de la música africana como Malaika, pero algunos de ellos también han escrito canciones propias que se han hecho conocidas. Los dos principales grupos de hotel pop de la escena moderna son la Safari Sound Band y los Them Mushrooms (activos desde 1987 en la zona de Nairobi).

### Tendencias actuales
Al igual que en otras regiones de África, las nuevas generaciones de músicos keniatas son sobre todo influidas por el hip hop y el reggae.